# 富山日産自動車
富山日産自動車株式会社（とやまにっさんじどうしゃ）は、富山県富山市に本社を置く日産自動車の販売会社である。

## 店舗
- 本社営業部 - 富山市西新庄11-46
- 富山ユーズドカーセンター - 富山市西新庄11-46
- レンタカー事業部 - 富山市西新庄11-46
- 城南店 - 富山市今泉328-1
- 高岡支店 - 高岡市上四屋4-1
- 魚津支店 - 魚津市大光寺1312-1
- 砺波支店 - 砺波市杉木2121
- 入善店 - 下新川郡入善町東狐1367-1

## 富山県内の他日産車販売店
- 日産サティオ富山

## その他
- 1998年、聖飢魔IIの「日本全国ふるさと総世紀末計画」にて富山県代表として富山日産が選ばれ（各都道府県から1社のみというルールだった）、同年、聖飢魔ⅡがCMキャラクターを務めたことがある。ちなみに、県が異なれば他メーカーでも問題ないというルールだったため、同時期に北海道では本田技研工業(ホンダクリオ、ホンダプリモ、ホンダベルノ共通)の、福島県では福島トヨタのCMに出演していた。
- 光岡自動車の創業者・光岡進は、富山日産に勤務していた（富山日野自動車に転職後、1968年に光岡自動車を創立）。